# Dentobunus chaetopus
Dentobunus chaetopus is een hooiwagen uit de familie Sclerosomatidae.